# Swietłoje (obwód czelabiński)
Swietłoje (ros. Светлое) – wieś (sieło) w Rosji, w obwodzie czelabińskim, w rejonie czesmieńskim. W 2010 liczyła 1655 mieszkańców.